# Hallincqhof
De Hallincqhof is een hofje en straat in de plaats Dordrecht, in de Nederlandse provincie Zuid-Holland.
Het hofje werd gebouwd in 1890 in opdracht van de Vereeniging tot Verbetering der Huisvesting van de Arbeidende Klasse Dordrecht. Deze Vereening werd in 1862 opgericht door enkele leden van de afdeling Dordrecht der Vereeniging ter bevordering van fabrieks- en handwerksnijverheid in Nederland in navolging van vergelijkbare verenigingen in o.a. Amsterdam (1852), Arnhem (1853), Den Haag (1854).
De woningen werd en gebouwd op een door de Vereeniging aangekocht deel van de de tuin van villa Noordhove, naar ontwerp van de als huisarchitect aan de Vereeniging verbonden architect Huibert Willem Veth. Het complex bestaat uit twee bijna geheel identieke bouwblokken met arbeiderswoningen, die parallel ten opzichte van elkaar liggen met de noklijn dwars op de Groenedijk. De representatieve, met stucwerk en tegeltableaus gedecoreerde, westelijke kopgevels van de blokken liggen aan de Groenedijk. Elk blok telt twee bouwlagen onder een met pannen gedekt zadeldak. De gevels zijn in baksteen opgetrokken met banden in gele baksteen. Langs de voordeuren die zich in beide langsgevels bevinden, lopen voetpaden. De Vereniging was de eerste hof van de half-kapitalistische, half-idealistische 'Vereeniging tot Verbetering der Huisvesting van de Arbeidende Klasse Dordrecht', die eerder de hof de Vereeniging had gebouwd en later ook onder meer de woningen van de inmiddels verdwenen Viermolenshof bouwde.